# سيرغي إيفانوف (حكم)
سيرجي ايفانوف (بالروسية: Иванов, Сергей Сергеевич)‏ هو لاعب كرة قدم روسي، ولد في 5 يونيو 1984 في روستوف على نهر الدون في روسيا. وهو من افضل حكام روسيا.